# Choroba holenderska
Choroba holenderska (ang. dutch disease) – regres gospodarczy spowodowany odkryciem i intensywną eksploatacją złóż surowców naturalnych. W wyniku pojawienia się możliwości zwiększenia produkcji na eksport, mającej swe źródło w zwiększeniu podaży niektórych czynników produkcji, w gospodarce wbrew pozorom nie następuje rozwój, lecz regres niektórych działów gospodarki. Pojęcie wprowadził w 1977 r. tygodnik The Economist, opisując gospodarcze konsekwencje odkrycia w latach 60. dużych złóż gazu ziemnego w Holandii.
Najnowsza historia gospodarcza dostarcza wiele przykładów regresu niektórych działów gospodarki w wyniku pojawienia się możliwości zwiększenia produkcji na eksport, mającej swe źródło w zwiększeniu podaży niektórych czynników produkcji. W odniesieniu do tego rodzaju zmian, spowodowanych wzrostem zasobów czynników naturalnych, przyjęło się używać określenia „choroba holenderska gospodarki”.
Proces zanalizowano na przykładzie Holandii, ale zjawisko ma charakter uniwersalny. Odkrycie liczących się zasobów surowców ropy naftowej w Meksyku oraz na Morzu Północnym spowodowało, że dynamika rozwoju przemysłu w tych krajach zaczęła odstawać od tempa rozwoju górnictwa. Znalazło to odzwierciedlenie w konkurencyjności dóbr przetworzonych na rynku światowym.

## Twierdzenie Rybczyńskiego
Zjawisko choroby holenderskiej tłumaczy twierdzenia Rybczyńskiego, brytyjskiego ekonomisty polskiego pochodzenia. Rybczyński stwierdził, że w małym kraju, a więc w warunkach niezmienionej relacji cen na rynku światowym, wzrost zasobów wyłącznie jednego czynnika produkcji, przy niezmienionym poziomie drugiego, prowadzi do wzrostu produkcji dobra zużywającego przede wszystkim czynnik, którego zasoby się powiększają oraz do zmniejszenia produkcji dobra, w wytwarzaniu którego potrzebny jest przede wszystkim czynnik produkcji, którego zasoby nie ulegają zmianie.
Mówiąc bardziej obrazowo, skokowy wzrost zasobów jednego z czynników produkcji (np. węgla, gazu, ropy), przy niezmienionych lub wolno rosnących zasobach pozostałych (np. kapitału, pracy), sprawia, że szybko rozwijające się górnictwo „wysysa” kapitał i pracę z innych zastosowań, bowiem tylko w ten sposób może uzyskać do nich dostęp. Nadmierny rozwój jednej dziedziny gospodarki skutkuje regresem pozostałych dziedzin.

## Choroba holenderska w Polsce
Rozwój gospodarczy Polski w okresie gospodarki centralnie planowanej nosił znamiona choroby holenderskiej. Posiadanie przez Polskę dużych zasobów węgla oraz odkrycie dużych zasobów siarki i miedzi powodowały, zwłaszcza w latach sześćdziesiątych i siedemdziesiątych XX w., kierowanie olbrzymich środków inwestycyjnych na budowę i rozbudowę kopalń tych surowców. Takie gospodarowanie kapitałem i pracą było swoistą polską odmianą „choroby holenderskiej”. Zdobywanie „cennych dewiz” przez wzrastający eksport węgla i innych surowców nie stwarzało bodźców do zwiększania międzynarodowej konkurencyjności przez producentów innych towarów. Cierpiały na tym pozostałe gałęzie przemysłu.